# Uranium One
Uranium One (TSX : UUU) (également connue sous le nom de sxr Uranium One) est une entreprise minière canadienne dont le siège est sur Bay Street à Toronto. L'entreprise, qui est cotée en bourse à Toronto et à Johannesburg, possède des mines au Canada, aux États-Unis, en Australie, en Afrique du Sud et au Kazakhstan.

## Propriétés
La corporation possède 70 % de la mine d'uranium Akdala, 70 % dans la mine d'uranium de South Inkai et 30 % du projet Kharasan Uranium  au Kazakhstan. 
Uranium One est aussi propriétaire du projet Dominion Uranium en Afrique du Sud.  
Aux États-Unis, l'entreprise possède les projets Powder River et Great Divide Basins (Wyoming), l'usine de traitement d'uranium Hobson par lixiviation in situ (Texas) et l'usine de concentration de l'uranium Shootaring (Utah). 
L'entreprise possède également la mine d'uranium Honeymoon en Australie.
Uranium One est également active dans l'exploration de l'uranium dans le lac Athabasca en Saskatchewan (Canada).

## Histoire
La compagnie fut fondée le 2 janvier 1997 sous le nom de Southern Cross Resources Inc.
Le 5 juillet 2005, Southern Cross Resources Inc. et Aflease Gold and Uranium Resources Ltd ont annoncé leur fusion sous le nom SXR Uranium One Inc.
En décembre 2009, 19,9 % du capital de la société Uranium One est acquis par AtomRedMetZoloto (ARMZ), une filiale de l'agence russe de l'énergie atomique Rosatom, en échange d'une participation d'Uranium One à hauteur de 50 % dans la mine d’uranium de Karatau au Kazakhstan.
En 2010, ARMZ rachete 51,4 % d'Uranium One pour 610 millions de dollars américains. En échange, ARMZ cède à Uranium One sa part de 50 % dans la mine d’Akbastau et celle de 49,67 % dans la mine de Zarechnoye situées dans le sud du Kazakhstan..
Dans le même temps, le président d'Uranium One utilise sa propre fondation familiale pour faire quatre donations d'un total de 2,35 millions de dollars à la fondation Clinton, qui n'a pas dévoilé tous ces dons.